# Daul Kim
Kim Daul (Seul, 31 maggio 1989 – Parigi, 19 novembre 2009) è stata una modella sudcoreana.

## Carriera
Nata a Seul, Daul Kim inizia a lavorare come modella nel 2006, comparendo in diversi servizi su Vogue Korea. Nel marzo 2007 debutta sulle passerelle dell'alta moda parigina sfilando per Chanel, Dries van Noten e Martin Margiela. Ad agosto dello stesso anno otterrà la sua prima copertina, comparendo su Vogue Korea insieme a Coco Rocha, esperienza che ripeterà nel maggio del 2008. All'inizio del 2008 viene eletta modella dell'anno dalla rivista giapponese Anan.
In seguito la modella sfilerà anche per altri stilisti, compresi DKNY, Diane von Fürstenberg, Alexander McQueen, Anna Sui, Dolce & Gabbana, Just Cavalli, La Perla, Louis Vuitton, Vivienne Westwood, Bottega Veneta e Rodarte e sarà testimonial per le campagne pubblicitarie internazionali di Daily Projects, H&M (fotografata da Dan Jackson) e Moschino (fotografata da Peter Lindbergh). Daul Kim è inoltre comparsa su Harper's Bazaar, Numéro, V (fotografata da Steven Meisel insieme con Anna Jagodzińska e Tyler Riggs) e Dazed. Nel giugno 2009 è comparsa senza veli sulla rivista i-D, fotografata da Ben Hassett.
Daul Kim nel 2007 ha anche lavorato come regista nel cortometraggio intitolato 4, in cui la modella interpreta il ruolo della passeggera di un volo aereo. Nel settembre 2008 documenta la settimana della moda di New York per il New York Magazine.
Il 19 novembre 2009 il corpo senza vita di Daul Kim viene ritrovato nella sua abitazione di Parigi. Le prime indiscrezioni rivelano che la modella coreana, a soli venti anni, si sarebbe suicidata impiccandosi. Il suicidio è la conseguenza di un lungo periodo di depressione che la stessa Daul Kim non teneva nascosto: sul suo blog ufficiale aveva espresso diverse volte il desiderio di mettere definitivamente fine ai suoi problemi.

## Agenzie
- NEXT Model Management
- Elite Model Management - New York
- Storm Model Agency
- Success Models